# Заморев, Сергей Иванович
Сергей Иванович Заморев (род. 17 апреля 1945) — советский актёр театра и кино, театральный режиссёр-ассистент, заслуженный артист РСФСР (1983), кандидат психологических наук.

## Биография
В 1962 году в поступил в Ленинградский государственный институт театра, музыки и кинематографии (ЛГИТМиК), учился у выдающихся театральных педагогов Б. В. Зона, Т. Г. Сойниковой, С. В. Гиппиуса, И. Э. Коха и других.
В 1966 году был принят в труппу Академического театра им. Ленсовета, где был занят в спектаклях: «Трёхгрошовая опера» (ведущий), 1966, «Дульсинея Тобосская» (жених), 1969, «Укрощение строптивой» (Винченцио), 1972, «Вишневый сад» (Петя Трофимов), 1978, «Игроки» (Швохнев), 1983 и многих других. За 26 лет работы в театре им. Ленсовета актёром было сыграно около 40 ролей и получена высшая квалификация «актёр — ведущий мастер сцены».
В 1984 году там же дебютировал в качестве режиссёра-ассистента спектакля «Трёхгрошовая опера» Бертольта Брехта (новая редакция).
С 1991 года играл в спектаклях разных театров Санкт-Петербурга, например, профессора Серебряков в «Дяде Ване» Антона Чехова в Салоне — театре «Санкт-Петербург» (1992), заглавную роль в «Король умирает» Э. Ионеску в театре «Остров» (1999), роль Афанасия Свилара в «LEXICON» по М.Павичу в Драматическом театре «Особняк» (2002), Ф. М. Достоеского в «730 шагов» по В. Кушеву в Камерном театре (2003), а также в спектаклях французского театра KHRONOS (роль Василия Васильевича в «Лебединой песне (Калхас)» по А. Чехову в 1994, роль Трибуле в «Празднике безумцев» Ж. Роше в 2000 г.). Артист театра «На Литейном», играет в кино, работал на дубляже и озвучивании, ведущим ТВ программ.
Член оргкомитета и жюри двух международных фестивалей детских и юношеских театров на французском языке в России и во Франции (Санкт-Петербург, Монистроль-на-Луаре). Доцент программы «Актёрское искусство». Ведёт научную работу в области психологии и имеет учёную степень кандидата психологических наук.
В 2001 году на французском телевидении (la chaine France 3, Raune-Alpes-Auvergne) был снят документальный фильм о жизни и творчестве этого артиста «Derrière la mer. Rêves de gosses» («За морем. Пацанские мечты»).

## Сочинения
Игровая терапия. Совсем не детские проблемы, изд-во «Речь», СПб, 2002—135 с.

## Фильмография
1. 1975 — На всю оставшуюся жизнь — Низвецкий
2. 1977 — Открытая книга — Виктор Мерзляков
3. 1978 — Захудалое королевство — 1-й глашатай
4. 1979 — Инженер Графтио — дьякон-расстрига
5. 1979 — След на земле
6. 1985 — Контракт века
7. 1987 — Моонзунд — Рейнгард
8. 1990 — История болезни — профессор Милорадов
9. 1992 — Чекист — Попов, семейный врач
10. 1994 — Откровения незнакомцу / Confidences a un inconnu
11. 1994 — Мадемуазель О. — друг отца
12. 1994 — Дебюсси, или Мадемуазель Шу-Шу / Musique de l’amour: Chouchou — Эрик Сати
13. 2000 — Дневник его жены
14. 2002 — Время любить — Николя
15. 2003 — Срочный фрахт — владелец пароходной компании
16. 2004 — Конвой PQ-17 — Эрих фон Редер
17. 2004 — Лабиринты разума
18. 2006 — Двое из ларца — Борис Иваныч
19. 2006 — План «Б» — киллер
20. 2006 — Сонька Золотая Ручка — Савельев
21. 2007 — Всегда говори «Всегда» 4 — Художник
22. 2007 — Любовь одна — Александр Сергеевич Белоруков
23. 2011 — Распутин — Штюрмер
24. 2011 — Отрыв — военврач (эпизод)
25. 2011 — Я ему верю — Кирилл Васильевич Реутов (3-я серия)
26. 2017 — Крылья Империи — Джордж Бьюкенен
27. 2018 — Купчино — Леонид Семёнович Бекетов
28. 2021 — Самка богомола — Вениамин Дмитриевич
29. 2021 — Седьмая симфония — Павел Семёнович Васильев, заведующий инструментальной мастерской
30. 2023 — Фандорин. Азазель — Матвей

## Награды
- Заслуженный артист РСФСР (1983)